# Lésion urothéliale
Les lésions de l'urothélium sont classées en lésions urothéliales papillaires et lésions urothéliales planes.

## Classification OMS/ISUP 2004
- Lésions urothéliales papillaires
  - Lésions urothéliales papillaires non invasives (TNP pTa)
    - Papillome urothélial
    - Papillome urothélial inversé
    - Néoplasie urothéliale papillaire non infiltrante de faible potentiel de malignité (PUNLMP)
    - Carcinome papillaire non infiltrant de bas grade (OMS 1973 G1 et G2)
    - Carcinome papillaire non infiltrant de haut grade (OMS 1973 G3)

  - Carcinome papillaire invasif urothélial

Et papillomatose vésicale
- Lésions urothéliales planes
  - Hyperplasie urothéliale plane
  - Atypies urothéliales réactionnelles
  - Atypies urothéliales de signification indéterminée
  - Dysplasie urothéliale (néoplasie intra-urothéliale de bas grade)
  - Carcinome in situ urothélial (néoplasie intra-urothéliale de haut grade) (TNM pTis)